# Zilupe (stacja kolejowa)
Zilupe – stacja kolejowa w miejscowości Zilupe, w gminie Lucyn, na Łotwie. Położona jest na linii Ryga – Moskwa.
Jest to łotewska stacja graniczna na granicy z Rosją.

## Historia
Stacja powstała w czasach carskich na kolei moskiewsko-windawskiej, pomiędzy stacjami Siebież i Lucyn. Początkowo nosiła nazwę Розеновская (Rozienowskaja). Po I wojnie światowej została łotewską stacją graniczną na granicy z Sowietami. Utraciła tę funkcję w 1940, gdy Łotwa została przyłączona do ZSRR. Od 1991 ponownie jest stacją graniczną.